# Stanislav Ivanov
Stanislav Ivanov (n. 7 octombrie 1980, Tiraspol, R. Moldova) este un fotbalist din Republica Moldova care evoluează pentru echipa rusească de fotbal Lokomotiv Moscova, și pentru echipa națională de fotbal a Republicii Moldova ca mijlocaș. Provine dintr-o familie de militari ruși, care în 1980 se aflau într-o misiune militară la Budapesta, acolo a văzut lumina zilei Stanislav. După căderea URSS familia lui Stanislav s-a stabilit în orașul Tiraspol din Republica Moldova. Fiind cetățean a Republicii Moldova, din 2001 a început să joace pentru echipa națională a Moldovei.